# 久路あかり
久路 あかり（くじ あかり、1975年1月1日 - ）は女優、元宝塚歌劇団・宙組娘役。
東京都港区、普連土学園高校出身。身長164cm。愛称はあかり。
母は宝塚歌劇団卒業生の神路千鶴。

## 略歴
- 1992年、宝塚音楽学校へ入学。
- 1994年、80期生として宝塚歌劇団に入団。入団時の成績は7番。花組『ブラック・ジャック 危険な賭け／火の鳥』で初舞台。その後、星組へ配属される。
- 1995年、『剣と恋と虹と』の新人公演で初ヒロインに抜擢される。
- 1998年、宙組創設メンバーの一人として、組替え。同年、『嵐が丘』でバウホール初ヒロインを務める。
- 2002年3月24日、『カステル・ミラージュ -消えない蜃気楼-』／『ダンシング・スピリット!』の東京公演千秋楽で、宝塚歌劇団を退団。
- 退団後は、舞台活動をしながら司会業をメインに活動し、一流の結婚式の司会者として多い時で年間1,000本もの披露宴を任されることもあるとのこと。
- 最近では宝塚関係のイベントで司会をすることも多く、宝塚市のPRイベントのパーソナリティを務めることがある。

## 宝塚歌劇団時代の主な舞台

### 星組時代
- 1995年3月、『国境のない地図』
- 1995年9月、『剣と恋と虹と』新人公演：クリスティーヌ・ド・クラヴィール（本役：白城あやか）／『ジュビレーション!』
 ＊新人公演初ヒロイン
- 1995年12月、『Action!』（ドラマシティ）
- 1996年11月、『エリザベート -愛と死の輪舞-』
- 1997年5月、『誠の群像 -新撰組逃亡記- 』お君、新人公演：八重（本役：出雲綾）／『魅惑II -ネオ・エゴイスト-』
- 1997年9月、『夜明けの天使たち』（東京特別・バウホール）レイチェル

### 宙組時代
- 1998年1月、『夢幻宝寿頌』／『This is TAKARAZUKA!』（香港）
- 1998年3月、『エクスカリバー』新人公演：モーガン（本役：夏河ゆら）／『シトラスの風』
- 1998年6月、『嵐が丘』（東京特別・バウ）キャシー ＊バウホール初ヒロイン
- 1998年9月、『バウ・ボヤージュ!』（バウ）
- 1998年10月、『エリザベート -愛と死の輪舞-』ヘレネ、新人公演：エリザベート（本役：花總まり） ＊新人公演ヒロイン[1]
- 1999年5月、『Crossroad -すれ違うばかりじゃやりきれない-』（ドラマシティ・東京特別）シモオン
- 1999年6月、『激情 -ホセとカルメン-』新人公演：エステル（本役：美々杏里）／『ザ・レビュー　99』
- 2000年1月、『砂漠の黒薔薇』ラハーマ、新人公演：ジャミラ妃（本役：出雲綾）／『GLORIOUS!!』
- 2000年6月、『うたかたの恋』マリンカ／『GLORIOUS!!』（全国ツアー）
- 2000年8月、『望郷は海を越えて』オリガ、新人公演：唐戸（本役：出雲綾）／『ミレニアム・チャレンジャー!』
- 2000年9月、紫吹淳コンサート『ALL ABOUT RIKA』（東京特別）
- 2001年4月、『ベルサイユのばら2001 -フェルゼンとマリー・アントワネット編-』シッシーナ侯爵夫人
- 2001年11月、『カステル・ミラージュ -消えない蜃気楼-』サラ／『ダンシング・スピリット!』 ＊退団公演
- 2002年1月、『宙組エンカレッジコンサート』（バウ）

## 宝塚歌劇団退団後の主な活動

### 舞台
- 『エリザベート』スターレイ夫人役（2008年・2010年・2012年）
- 『三銃士』（2011年）
- 『SUPER GIFT!』（2015年）

### コンサート
- 『エリザベート・ガラコンサート』（2006年）

### 声優
- 『ハローキティのくるみ割り人形』アンジェラ役（2006年）

### テレビ
- 金曜日のスマたちへ - 波瀾万丈コーナーの再現VTR・辻井伸行の母役　（TBSテレビ、2010年）